# Streblote
Streblote is een geslacht van vlinders uit de familie van de spinners (Lasiocampidae), uit de onderfamilie van de Lasiocampinae. Dit geslacht is voor het eerst wetenschappelijk beschreven door Jacob Hübner in een publicatie uit 1820.

## Soorten
- S. abyssinicum (Aurivillius, 1908)
- S. acaciae (Klug, 1829)
- S. aculeata (Walker, 1865)
- S. aegyptiaca (Bang-Haas, 1906)
- S. alpherakyi (Christoph, 1885)
- S. amblycalymma (Tams, 1936)
- S. amphilecta (Tams, 1936)
- S. badaglioi (Berio, 1937)
- S. badoglioi (Berio, 1937)
- S. bakeri (Riel, 1911)
- S. basale (Walker, 1855)
- S. bimaculatum (Walker, 1865)
- S. butiti (Bethune-Baker, 1906)
- S. callipaida (Tams, 1935)
- S. callizona Tams, 1931
- S. camerunicum (Aurivillius, 1902)
- S. capensis (Aurivillius, 1905)
- S. carinata (Wallengren, 1860)
- S. castanea (Swinhoe, 1892)
- S. cervinum (Aurivillius, 1927)
- S. coilotoma (Bethune-Baker, 1911)
- S. collenettei Tams, 1931
- S. concavum (Strand, 1912)
- S. concolor (Walker, 1855)
- S. congoense (Aurivillius, 1908)
- S. craterum Tams, 1929
- S. cristata (Stoll, 1782)
- S. cuneata (Distant, 1897)
- S. cuprea (Distant, 1899)
- S. cupreum (Distant, 1899)
- S. das (Hering, 1928)
- S. diluta (Aurivillius, 1905)
- S. diplocyma (Hampson, 1909)
- S. directum (Mabille, 1893)
- S. distinguenda (Aurivillius, 1905)
- S. dorsalis (Walker, 1866)
- S. dysimata Tams, 1931
- S. eccrita Fletcher, 1968
- S. enthismene Tams, 1928
- S. fainae (Gerasimov, 1931)
- S. finitorum Tams, 1931
- S. flavimaculata Tams, 1929
- S. fuliginosum (Holland, 1893)
- S. fusca (Aurivillius, 1905)
- S. gamma (Aurivillius, 1908)
- S. graberi (Dewitz, 1881)
- S. guineanum (Strand, 1912)

- S. jansei (Tams, 1936)
- S. jordani (Tams, 1936)
- S. koenigi (Strand, 1914)
- S. laportei Rougeot, 1977
- S. lipara Tams, 1928
- S. livida (Holland, 1893)
- S. madibirense (Wichgraf, 1921)
- S. makomanum (Strand, 1912)
- S. misanum (Strand, 1912)
- S. nyassanum (Strand, 1912)
- S. nzoiae (Stoneham, 1946)
- S. ocellata Tams, 1929
- S. oinopa (Tams, 1936)
- S. pachyla (Tams, 1936)
- S. pamphenges (Tams, 1936)
- S. pancala (Tams, 1936)
- S. panda Hübner, 1820
- S. polydora (Druce, 1887)
- S. postalbida (Schaus, 1897)
- S. postalbidum (Schaus)
- S. primigenum (Staudinger, 1887)
- S. proserpina (Bethune-Baker, 1904)
- S. pygmaeorum Tams, 1929
- S. quirimbo (Tams, 1936)
- S. rectilinea (Kiriakoff, 1963)
- S. regraguii (Rungs, 1950)
- S. rufaria (Bethune-Baker, 1908)
- S. singulara (Aurivillius, 1893)
- S. siva (Lefèbvre, 1827)
- S. sjostedti (Aurivillius, 1902)
- S. smithocara (Tams, 1936)
- S. sodalium (Aurivillius, 1915)
- S. splendens (Druce, 1877)
- S. strandi (Aurivillius, 1927)
- S. stupidum (Staudinger, 1887)
- S. superbum (Aurivillius, 1908)
- S. tamsi Rougeot, 1977
- S. tessmanni (Strand, 1912)
- S. thomensis Talbot, 1929
- S. torynecteta (Tams, 1936)
- S. uniforme (Aurivillius, 1927)
- S. uzbeka (Sheljuzhko, 1935)
- S. vesta (Druce, 1887)
- S. viettei Rougeot, 1977
- S. vinacea Tams, 1929